# Kemono Friends
Kemono Friends (けものフレンズ?, Kemono Furenzu) è un media franchise giapponese ideato da Mine Yoshizaki e costituito da un videogioco per smartphone sviluppato da Nexon e pubblicato tra marzo 2015 e dicembre 2016, un manga serializzato sul Monthly Shōnen Ace di Kadokawa Shoten dal maggio 2015 al marzo 2017 e una serie televisiva anime andata in onda dal 10 gennaio al 28 marzo 2017.

## Personaggi

### Personaggi dell'anime
Borsa (かばん?)
Doppiata da: Aya Uchida
Serval (サーバル?, Sābaru)
Doppiata da: Yuka Ozaki
Lucky Beast (ラッキービースト?, Rakkī Bīsuto)
Doppiata da: Mirai
Procione (アライグマ?, Araiguma)
Doppiata da: Saki Ono
Fennec (フェネック?, Fenekku)
Doppiata da: Kana Motomiya

### Personaggi del manga
Nana (奈々?)
Volpe Rossa (キタキツネ?, Kitakitsune)
Doppiata da: Suzuko Mimori

## Media

### Videogioco
Un videogioco per smartphone, sviluppato da Nexon, è stato originariamente pubblicato a partire da marzo 2015, finché il suo servizio non è stato chiuso il 14 dicembre 2016, un mese prima della trasmissione dell'anime. Nexon inizialmente ha dichiarato che non ci sono piani per riavviare il servizio, nonostante la popolarità dell'anime, anche se l'azienda in seguito ha annunciato che, mentre un ritorno è possibile, è stata presa una decisione finale su un rilancio del gioco.

### Manga
Un manga dal titolo Kemono Friends: yōkoso japari park e! (けものフレンズ ようこそジャパリパークへ!?, Kemono Furenzu: yōkoso japari park e!), scritto da Mine Yoshizaki e disegnato da Furai, è stato serializzato sulla rivista Monthly Shōnen Ace di Kadokawa Shoten dal maggio 2015 al marzo 2017. Il primo volume tankōbon è stato pubblicato il 26 dicembre 2016.

### Anime
Una serie televisiva anime, prodotta da Yaoyorozu per la regia di Tatsuki e scritta sotto la supervisione di Shigenori Tanabe, è andata in onda dal 10 gennaio al 28 marzo 2017. Le sigle di apertura e chiusura sono rispettivamente Yōkoso japari park e (ようこそジャパリパークへ?) di Dōbutsu Biscuits×PPP e Boku no friend (ぼくのフレンド?) di Mewhan. In tutto il mondo, ad eccezione dell'Asia, gli episodi sono stati trasmessi in streaming in simulcast, anche coi sottotitoli in lingua italiana, da Crunchyroll.

#### Episodi
| Nº | Titolo italiano Giapponese 「Kanji」 - Rōmaji                    | In onda          | In onda |
| Nº | Titolo italiano Giapponese 「Kanji」 - Rōmaji                    | Giapponese       |         |
| 1  | L'area della savana 「さばんなちほー」 - Sabanna chihō           | 10 gennaio 2017  |         |
| 2  | L'area della giungla 「じゃんぐるちほー」 - Janguru chihō        | 17 gennaio 2017  |         |
| 3  | La montagna 「こうざん」 - Kōzan                                 | 24 gennaio 2017  |         |
| 4  | L'area del deserto 「さばくちほー」 - Sabaku chihō               | 31 gennaio 2017  |         |
| 5  | La riva del lago 「こはん」 - Kohan                              | 7 febbraio 2017  |         |
| 6  | La pianura 「へいげん」 - Heigen                                 | 14 febbraio 2017 |         |
| 7  | La biblioteca Japari 「じゃぱりとしょかん」 - Japari toshokan    | 21 febbraio 2017 |         |
| 8  | Il concerto delle PPP 「ぺぱぷらいぶ」 - PePaPu raibu            | 28 febbraio 2017 |         |
| 9  | L'area delle montagne nevose 「ゆきやまちほー」 - Yukiyama chihō | 7 marzo 2017     |         |
| 10 | Lo chalet 「ろっじ」 - Rojji                                     | 14 marzo 2017    |         |
| 11 | Cerulean 「せるりあん」 - Serurian                               | 21 marzo 2017    |         |
| 12 | Il parco divertimenti 「ゆうえんち」 - Yūenchi                   | 28 marzo 2017    |         |

## Controversie
Una sagoma di cartone di Hululu, uno dei personaggi della serie, è stata al centro di un caso mediatico tra aprile e ottobre 2017 allorché, posizionata all'interno di un recinto dello zoo di Tobu nella prefettura di Saitama, divenne oggetto delle attenzioni di Grape-kun, il pinguino di Humboldt lì ospitato.